# Бельвіс-де-ла-Хара
Бельвіс-де-ла-Хара (ісп. Belvís de la Jara) — муніципалітет в Іспанії, у складі автономної спільноти Кастилія-Ла-Манча, у провінції Толедо. Населення — 1823 особи (2010).
Муніципалітет розташований на відстані близько 130 км на південний захід від Мадрида, 80 км на захід від Толедо.

## Демографія
Динаміка населення (INE ):

## Галерея зображень

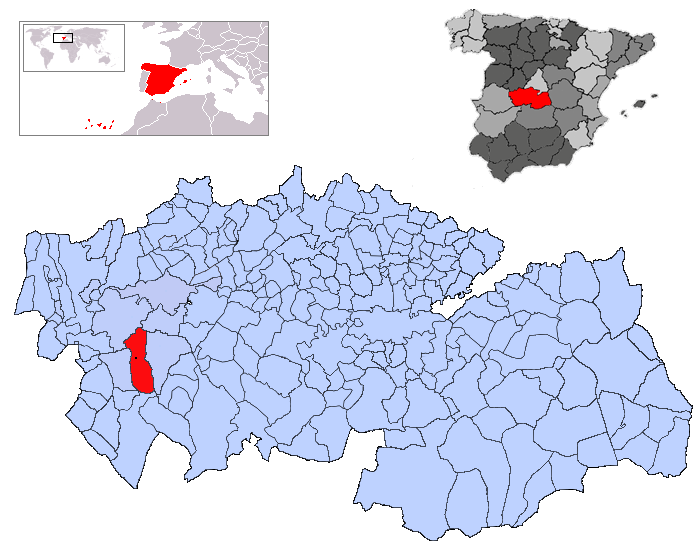
Розташування муніципалітету у провінції Толедо